# 世界でいちばん透きとおった物語
『世界でいちばん透きとおった物語』（せかいでいちばんすきとおったものがたり）は、杉井光による長編小説。

## 概要
紙の書籍でしか実現できない仕掛けがあり、それにより「電子書籍化絶対不可能」 、「ネタバレ厳禁」の口コミで普段あまり本を読まない10～20代にまで購買層が広がった。王様のブランチやひるおびなどテレビ番組でも紹介され、新潮文庫nex史上最速で発行部数20万部を突破している。
新潮文庫nexの担当者は「玄人筋のミステリ読みを驚かせ、普段本を読まない層まで広がった」と評している。著者の杉井光は「第2のデビュー作みたいな感じ」と述べ、「なるべく何も情報を入れずに読んでください」と話している。
2025年1月には続編『世界でいちばん透きとおった物語2』が刊行された。

## あらすじ
ベストセラー作家の宮内彰吾が癌により61歳で死去した。
女性関係が派手だった宮内は、妻子がありながら他に大勢の愛人がおり、そのうちの一人、藤阪恵美との間には燈真という子供までもうけていた。
宮内の死後すぐに、燈真のもとに宮内の嫡出の息子である松方朋晃から連絡が入る。宮内は生前、『世界でいちばん透きとおった物語』というタイトルの小説を執筆していた形跡があるが、原稿そのものが見つからない。遺作として出版するために原稿を探し出したい、という。
松方朋晃からの依頼により、燈真は知り合いの文芸編集者である深町霧子の助けを借り、遺稿を探し始める。
宮内が死の直前まで交際していた女性たちや、交流があった編集者、評論家などの間を訪ね歩いて情報を集めた燈真は、やがて宮内がかつて愛人名義で買った狛江の一軒家で最晩年を過ごし、原稿を書いていたらしいことを突き止める。
燈真は松方朋晃とともにその狛江の一軒家に乗り込むが、二人の到着直前に何者かが家に侵入し、『世界でいちばん透きとおった物語』の原稿を焼却してしまっていた。
後日、霧子は燈真が集めた情報を元に、『世界でいちばん透きとおった物語』がどんな小説だったのかを推理する。
一年後、燈真が『世界でいちばん透きとおった物語』というタイトルの小説を書き上げ、職業作家としてデビューすることを示唆するところで物語は終わる。

## 登場人物
藤坂 燈真（ふじさか とうま）
本作の主人公。宮内彰吾と、出版社の事務員だった藤阪恵美との不倫関係の末に生まれた子供。宮内彰吾とはまったく接触がないまま母子家庭で育った。読書好きだが、10歳の時に患った脳疾患の手術で一時的に失明し、すぐ視力は回復するものの紙の本を読んでいると目がちかちかする後遺症が残ってしまった。それ以来電子書籍派となる。18歳の時に母親を交通事故で亡くし、以降は独り暮らし。大学には行かず、高校卒業後は書店でアルバイトをしている。文才があり、本作の事件解決後は小説家としてデビューしている。
宮内 彰吾（みやうち しょうご）
本名、 松方朋泰（まつかた ともやす）。燈真の父親。大御所の推理作家。本格推理と重厚な警察小説を両立させた、と文壇では高く評価され、有名な文学賞の受賞歴も持つ。若い頃から甘いマスクで鳴らし、派手な女性関係で有名だった。妻とは10年前に離婚し、長男の朋晃と二人暮らしをしていた。ITに弱く、原稿は手書き派。癌を患い、長い闘病生活の末に61歳で死去。晩年はほとんど作品を発表していなかったが、遺品のいくつかの手がかりから『世界でいちばん透きとおった物語』と題された小説をほぼ完成させていた可能性が浮かび上がる。
藤坂 恵美（ふじさか めぐみ）
燈真の母。出版社の事務員をしていた時期に宮内彰吾と知り合い、不倫関係となる。宮内の数多くの愛人たちの中で唯一、子供をもうける。妊娠後、退職してフリーランスの校正者となり、燈真を産んでひとりで育てる。燈真が18歳の時に交通事故で死去。
深町 霧子（ふかまち きりこ）
本作の探偵役。大手出版社S社に勤める文芸編集者。折り目正しい才媛だが文芸、特にミステリには異常ともいえるほどの愛着を示す。深い洞察力を持ち、燈真が集めてきた情報を聞いただけで推理のみによって『世界でいちばん透きとおった物語』の真相にたどり着く。いわゆる安楽椅子探偵。
松方 朋晃（まつかた ともあき）
宮内彰吾の本妻の息子。文芸にはまったく興味がないが、遺産の少なさへの不満、そして父親が最後になにかしら家族に関わることを書き残していたのではないかという期待から、遺稿である『世界でいちばん透きとおった物語』の捜索を燈真に依頼する。
藍子（あいこ）
宮内彰吾の愛人の一人。歌舞伎町のキャバクラで働いている。藍子は源氏名。本名は明かされていない。
七尾坂 瑞希（ななおざか みずき）
宮内彰吾の愛人の一人。作家。燈真に宮内が死ぬ直前に推理小説協会の理事会に久々に顔を出した話をし、燈真と霧子が推協に出向くきっかけを作る。燈真が小説を執筆した後には粕壁とともに推理協会の会員になるための推薦人となった。
郁嶋 琴美（いくしま ことみ）
宮内彰吾の愛人の一人。女優。宮内彰吾が書いた「世界でいちばん透きとおった物語」を唯一読んでいる。宮内彰吾のために狛江に家を借りていた。
東堂（とうどう）
出版社K社の古株編集者。宮内彰吾のデビュー時からの担当編集。晩年、『世界でいちばん透きとおった物語』を執筆中の宮内から校正に関しての相談を受け、その情報が真相にたどり着く鍵のひとつになる。
粕壁（かすかべ）
ミステリ評論家。推理小説協会の理事。生前の宮内彰吾が文章レイアウトにこだわりが強い作家の京極夏彦と会おうとしていたこと、手書き派であったのにコンピュータの自動校正機能に興味をもっていたこと、などを燈真に伝え、『世界でいちばん透きとおった物語』の謎を解く鍵を提供する。燈真が小説を執筆した後には瑞希とともに推理小説協会の会員になるための推薦人となった。
三沢 連司（みさわ れんじ）
ライター。推理小説協会の事務を手伝っている。
宮内の妻
宮内彰吾の本妻。作中には直接登場しない。
高槻 千景（たかつき ちかげ）
宮内彰吾が最期を過ごしたホスピス専門施設、聖アンジェラ療養院の職員で、宮内の担当ケアラー。宮内が死の直前まで原稿を書こうとしていたことを見届けている。

## 評価
竹本健治からは「超絶的ゆえにこれまで孤高が保たれてきた仕事を系譜として引き継ぐ書き手」、綾辻行人からは「読了した人としか決して感想を語り合えない、というタイプの本の、究極形のひとつ」、太田忠司からは「タイトルの意味に気づいたとき、声にならない声が漏れた。。恐怖ではない。心からの驚き」（原文ママ）と、推理作家の間でも高く評価されている。北村薫は新聞広告や帯に使われる推薦コメントを寄せている。
ネタバレを防ぐために書評や紹介記事においては様々な苦慮が見られ、たとえばダ・ヴィンチ2023年8月号「今月のプラチナ本」に選出されているが、通常はダ・ヴィンチ編集員たちのそれぞれのコメントが掲載されるコーナーのところ、この号のみは特別に「全員何も言えない」様子を描いた漫画が掲載されている。
第5回ほんタメ文学賞（齋藤明里とヨビノリたくみによるYouTubeチャンネルでの賞）のたくみ部門を受賞。